# 张茅
张茅（1954年2月—），山东巨野人。北京师范大学历史系毕业，中国人民大学中共党史专业硕士研究生，北京大学经济思想史专业博士，高级经济师。原国家农业委员会委员张铁夫之子，原国务院副总理谷牧的女婿、刘燕远之夫。1973年9月加入中国共产党。曾任北京市人民政府副市长、北京奥运会组委会副主席，卫生部党组书记、副部长，国家工商行政管理总局局长，国家市场监督管理总局局长。中国共产党第十九届中央委员。

## 早年
1969年，15岁的张茅受“文化大革命”的影响被迫中断学业，进入北京玻璃仪器厂当工人。高考制度恢复后，于1978年考入北京师范大学历史系学习；1982年本科毕业后，考入中国人民大学，攻读中共党史专业硕士学位。1984年，回到北京玻璃总厂，任党委副书记；后又兼任玻璃器皿厂厂长；1986年，出任北京玻璃总厂副厂长；1990年，升任北京市一轻总公司副经理、党委常委。

## 仕途
1992年，张茅进入政府部门任职；曾先后担任北京市经贸委副主任，海淀区委副书记、副区长 、区长。1997年，出任北京市市长助理、兼北京市新技术产业开发实验区管委会主任。1998年1月，44岁的张茅当选北京市人民政府副市长。在任副市长期间，张茅曾参与北京奥运会的筹备工作，先后担任北京奥运组委会副主席、执行副主席。2003年5月，北京“非典”肆虐，张茅又兼任北京市防治非典联合工作小组医疗组组长，首次在从政履历中触及医疗卫生领域。
2006年6月，张茅转任国家发展改革委员会副主任，主导医疗卫生体制改革。2009年1月，接替高强出任卫生部党组书记、副部长，晋升正部级。
2013年3月，第十二届全国人民代表大会第一次会议通过《国务院机构改革和职能转变方案》，决定将原国家计生委和卫生部合并，张茅离开卫生部，调任国家工商行政管理总局局长、党组书记。
2018年1月，当选第十三届全国政协委员。3月，任第十三届全国政协常委、教科卫体委员会副主任。同月21日，国家工商行政管理总局、国家质量监督检验检疫总局、国家食品药品监督管理总局被撤销，新组建的国家市场监督管理总局正式成立。64岁的原国家工商行政管理总局党组书记、局长张茅任国家市场监督管理总局局长、党组副书记。2018年9月25日，中共中央决定任命张茅为市场监管总局党组书记，接替因吉林长春长生公司问题疫苗案件而引咎辞职的原党组书记毕井泉。
2019年5月17日，到龄退休，中央决定张茅不再担任国家市场监督管理总局局长、党组书记职务。